# The Dogs D'Amour
The Dogs D'Amour é uma banda de rock inglesa formada em 1983. Neste ano de estreia fizeram em torno de 50 shows e gravaram muitas canções.
Originalmente criada com o vocalista Ned Christie, os guitarristas Tyla e Nick Halls e os baixistas Karl Watson e Maurice Ross. O line-up mais famoso, contudo, incluia o Portugues Jo "Dog" Almeida na guitarra, Tyla na voz e guitarra ritmo, Bam na bateria e o baixista Steve James. Hoje em dia Tyla, para além de editar discos a solo, continua a banda com novos membros que entram e saem do line-up.

## Membros

### Atuais
- Tyla
- Simon Hanson
- Rich Jones
- Neil Leyton
- Craig Herdmann

### Anteriores
- Juli - drums
- Henry Twinch
- Ned Christie
- Dave Kusworth
- Karl Watson
- Paul Hornby
- Jo Dog
- Steve James
- Bam Bam
- Darrell Bath
- Share Pedersen

## Discografia

### Álbuns
- The State We're In (1984)
- In the Dynamite Jet Saloon (1988)
- A Graveyard of Empty Bottles (1989)
- Errol Flynn (com o título King of the Thieves nos EUA) (1989)
- Straight??!! (1990)
- More Unchartered Heights Of Disgrace (1993)
- Happy Ever After (2000)
- Seconds (2000)
- The State We're In (2003)
- When Bastards Go to Hell (2004)
- Let Sleeping Dogs… (2005)

### Compilações
- (Un)authorized Bootleg Album (1988)
- Dogs Hits & Bootleg Album (1991)
- Skeletons: The Best Of… (1997)
- Heart Shaped Skulls (best of '88-'93) (2004)

### Singles
- How Do You Fall in Love Again?
- How Comes It Never Rains
- Kid from Kensington
- I Don't Want You to Go
- Satellite Kid
- Trail of Tears
- Victims of Success
- Back on the Juice
- Empty World
- All or Nothing
- Pretty Pretty Once